# 中華人權協會
中華人權協會，原名中國人權協會，於1979年由杭立武等百餘位人士在台北市創立，為台灣的第一個民間人權組織。協會以聯合國《世界人權宣言》為本，以宣揚人權理念、促進人權保障及實現人權體制為宗旨。
2010年4月，中國人權協會經全體會員同意，更名為中華人權協會。

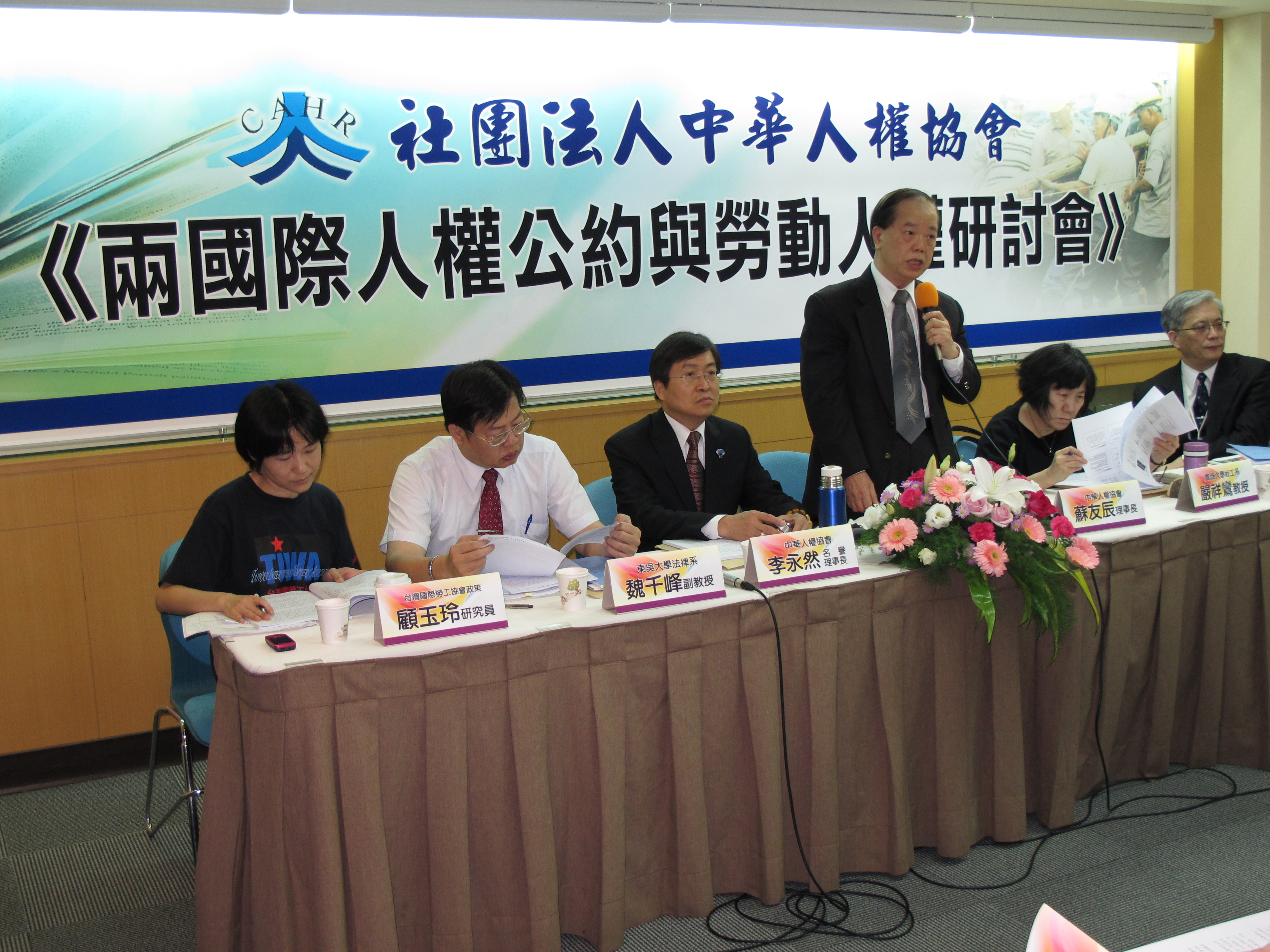
中華人權協會舉辦「兩國際人權公約與勞動人權研討會」

## 歷任理事長
目前（第十八屆）理事長為中國國民黨籍高思博，副理事長為查重傳、中國國民黨籍吳威志教授
- 杭立武：第一屆～第六屆
- 查良鑑：第七屆
- 高育仁：第八屆～第九屆
- 柴松林：第十屆～第十一屆
- 許文彬：第十二屆
- 李永然：第十三屆～第十四屆
- 蘇友辰：第十五屆
- 李永然：第十六屆
- 林天財：第十七屆
- 高思博：第十八屆（現任）

## 外部連結
- 中華人權協會官方網站（页面存档备份，存于）